# Gnorisma
Ein Gnorisma (Herkunft aus dem Griechischen: γνώρισμα) ist ein Erkennungszeichen, durch das sich lang Getrennte wiedererkennen. Es ist ein beliebtes Motiv im antiken und mittelalterlichen Roman. 
Oft ist es ein Schmuckstück, das z. B. in ein Trinkgefäß geworfen wird (so im Jüngeren Hildebrandslied), oder das bewusst gewählte Zeichen hoher Abkunft. Trivialisiert finden wir dies in Karl Mays Roman Die Liebe des Ulanen, wo ein entführtes Kind an einem Löwenfangzahn, den es bei sich trägt, erkannt wird.
Auf anderer Ebene steht der Bogen des Odysseus, wo seine Fähigkeit, ihn zu spannen, zum Erkennungszeichen wird.